# Texas Stadium

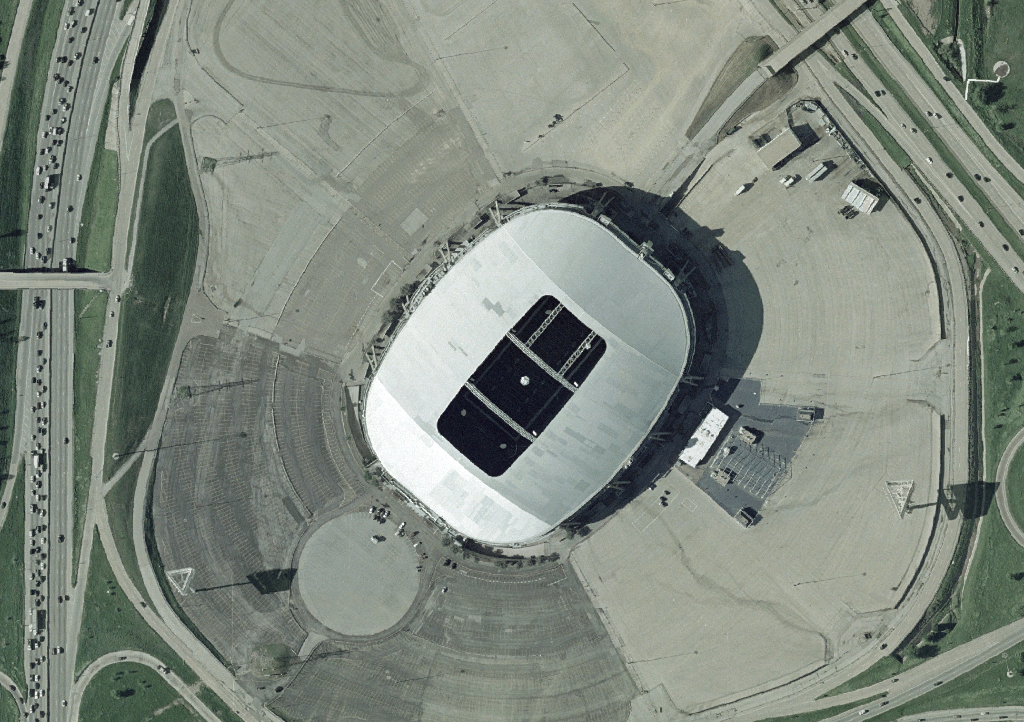
Luftansicht des Stadions

Das Texas Stadium war ein Stadion in Irving, Texas, einem Vorort von Dallas. Es diente von 1971 bis 2008 als Austragungsort für die NFL-Spiele der Dallas Cowboys.
Das Stadion wurde gebaut, um das alte Cotton Bowl zu ersetzen. Es war geplant, das Stadion vollständig zu überdachen. Weil das Stadion aber die Last des ganzen Daches nicht tragen konnte, und die öffentliche Finanzierung ausging, bevor die Tragkonstruktion modifiziert werden konnte, wurde nur die Mehrheit der Plätze überdacht, nicht jedoch das Spielfeld. Diese in den Vereinigten Staaten eher unübliche Konstruktion veranlasste den Linebacker D. D. Lewis zu seiner berühmten Bemerkung, dass das Loch im Dach bezwecke, „dass Gott seinem Team zuschauen kann“.
Auf die NFL-Saison 2009 zogen die Cowboys ins neu gebaute AT&T Stadium in Arlington. Das erste Heimspiel im neuen Stadion fand im September 2009 statt. Am Morgen des 11. April 2010 wurde die alte Heimat der Dallas Cowboys gesprengt.